# 스즈무라 아이리
스즈무라 아이리(일본어: 鈴村 あいり, 1993년 9월 24일~)는 일본의 AV여배우이다.
2020년 12월, 「FLASH 2020년 현역 최강 섹시 여배우 BEST100」독자 투표에 5위를 기록했다.